# Choristoneura adumbratanus
Choristoneura adumbratanus är en fjärilsart som beskrevs av Walsingham 1900. Choristoneura adumbratanus ingår i släktet Choristoneura och familjen vecklare. Inga underarter finns listade i Catalogue of Life.